# الصعلوك (مسلسل)
الصعلوك هو مسلسل تلفزيوني مصري عرض في رمضان 2015م/1436هـ.

## ملخص القصة
يجسد (خالد الصاوي) دور شيال فقير يقيم في أحد الحواري بمنطقة عشوائية، ثم ينتقل للعمل في قصر أحد رجال الأعمال والتجار الكبار في مصر (حسن حسني)، ثم تقع ابنة رجل الأعمال في حب شخصية (خالد الصاوي) علي الرغم من أنها متزوجة من شخصية مهمة أيضًا.

## طاقم العمل
- خالد الصاوي
- حسن حسني
- نجلاء بدر
- سيد رجب
- هويدا السودانية
- رحمة حسن
- مصطفى جعفر
- أحمد راتب
- أحمد رزين
- محمد مكي
- هشام عبدالله
- إيمان إمام
- شريف رواش
- ناهد رشدي
- هدى الإدريسي
- ميرهان حسين
- منى ممدوح
- سمر جابر
- احمد كشك